# Skopsko kale
Skopsko kale (makedonski: Скопско кале; albanski: Kalaja e Shkupit), poznato i kao tvrđava Kale, ili jednostavno Kale (što na turskom znači „tvrđava, utvrđenje”), je istorijsko utvrđenje u Severnoj Makedoniji, u Skoplju, smješteno na dominantnom brijegu Gradište iznad rijeke Vardar.

## Istorija
Prva tvrđava, po današnjim saznanjima, podignuta je u 6. vijeku na brdu iznad Vardara — mjestu na kojem ima tragova ljudskog prisustva od neolita i bronzanog doba 4000. godine p. n. e.
Utvrđenje je podignuto od velikih kamenih blokova, uzetih iz obližnjeg grada Skupija, razorenog u zemljotresu 518. godine.
Utvrđenje je doživjelo pregradnje za vrijeme cara Justinijana I, pa zatim u 10. i 11. vijeku. O njegovoj sudbini i stanju za vrijeme ranog srednjeg vijeka ne zna se puno. Car Dušan je krunisan za cara Srba i Grka na Uskrs 16. aprila 1346. godine u tvrđavi Kale u Skoplju. Od vremena osmanskog osvajanja Skoplja (14. vijek), tvrđava je više puta rekonstruisana i pregrađivana. Posljednja velika oštećenja utvrđenje Kale doživjelo je tokom katastrofalnog Skopskog zemljotresa 1963.

## Galerija
- Slika Kala sredinom 20. veka

## Spoljašnje veze
- Službene stranice posvećene arheološkom iskapanju na tvrđavi Kale
- Скопска тврђава - Бесплатна виртуелна тура у 360°